# Noam Behr
Noam Behr (hebräisch נועם בר; geboren 13. Oktober 1975 in Tel Aviv) ist ein ehemaliger israelischer Tennisspieler.

## Karriere
Als Jugendlicher konnte Noam Behr 1992 in der Einzelkonkurrenz der Junioren bei den US Open auf sich aufmerksam machen, als er das Finale erreicht, wo er dem US-Amerikaner Brian Dunn unterlag.
Ab 1995 trat er bei professionellen Tennisturnieren außerhalb seines Heimatlandes an. Im Jahr 1996 erreichte sein erstes Einzelfinale bei einem Challenger-Turnier im usbekischen Fargʻona, welches er in zwei knappen Sätzen gegen den Franzosen Stéphane Simian verlor. Seinen einzigen Challengertitel im Einzel feierte er im Jahr 2000 ebenfalls in Usbekistan, als er das Finale in Buxoro gegen den belarussischen Spieler Aljaksandr Schwez gewann.
Im Doppel erreichte er 1995 sein erstes Challengerfinale in Brasília. An der Seite von Lior Mor unterlag er Jean-Philippe Fleurian und Nicolás Pereira. In den folgenden Jahren konnte er 14 Doppeltitel bei Challengerturnieren gewinnen, wobei er die meisten Titel gemeinsam mit seinen Landsmännern Eyal Erlich, Eyal Ran, Noam Okun und Jonathan Erlich gewann. Mit Eyal Erlich erreichte er 1996 außerdem sein einziges Finale auf der ATP Tour; sie wurden im Finale von Tel Aviv von den Südafrikanern Marcos Ondruska und Grant Stafford geschlagen.
Zwischen 1995 und 2001 trat er in neun Begegnungen für die israelische Davis-Cup-Mannschaft an. Er gewann sechs seiner 13 Matches.

## Persönliches
Behr ist Jude.

## Erfolge
| Legende                                               |
| Grand Slam                                            |
| Tennis Masters Cup                                    |
| ATP Masters Series                                    |
| ATP Championship Series ATP International Series Gold |
| ATP World Series ATP International Series             |
| ATP Challenger Series (15)                            |

### Einzel

#### Turniersiege
| Nr. | Datum           | Turnier | Belag     | Finalgegner       | Ergebnis       |
| --- | --------------- | ------- | --------- | ----------------- | -------------- |
| 1.  | 9. Oktober 2000 | Buxoro  | Hartplatz | Aljaksandr Schwez | 4:6, 7:63, 6:0 |

### Doppel

#### Turniersiege
| Nr. | Datum             | Turnier       | Belag     | Partner          | Finalgegner                          | Ergebnis       |
| --- | ----------------- | ------------- | --------- | ---------------- | ------------------------------------ | -------------- |
| 1.  | 4. Mai 1998       | Jerusalem     | Hartplatz | Eyal Erlich      | Neville Godwin David Nainkin         | kampflos       |
| 2.  | 19. Oktober 1998  | Samarqand (1) | Sand      | Eyal Ran         | Andrei Merinow Andrei Stoljarow      | 1:6, 6:4, 7:6  |
| 3.  | 28. Dezember 1998 | Mumbai        | Hartplatz | Eyal Ran         | Mahesh Bhupathi Gaurav Natekar       | 6:2, 7:6       |
| 4.  | 1. Februar 1999   | Kalkutta      | Rasen     | Eyal Ran         | Barry Cowan Wesley Whitehouse        | 6:4, 6:7, 6:2  |
| 5.  | 12. April 1999    | Neu-Delhi     | Hartplatz | Eyal Ran         | Barry Cowan Wesley Whitehouse        | 6:3, 4:6, 6:4  |
| 6.  | 4. Oktober 1999   | Tel Aviv      | Hartplatz | Eyal Ran         | Amir Hadad Andrew Ilie               | 6:3, 6:2       |
| 7.  | 25. Oktober 1999  | Samarqand (2) | Sand      | Andrei Stoljarow | Emilio Benfele Álvarez Kris Goossens | 6:74, 6:3, 6:1 |
| 8.  | 24. Juli 2000     | Istanbul      | Hartplatz | Eyal Erlich      | Vadim Kutsenko Oleg Ogorodov         | 6:75, 6:3, 6:3 |
| 9.  | 5. März 2001      | Kyōto         | Teppich   | Noam Okun        | Kelly Gullett Brandon Hawk           | 6:3, 7:5       |
| 10. | 19. März 2001     | Hamilton      | Hartplatz | Noam Okun        | Tuomas Ketola Filippo Messori        | 7:64, 6:4      |
| 11. | 25. Februar 2002  | Cherbourg     | Hartplatz | Jonathan Erlich  | Julien Benneteau Lionel Roux         | kampflos       |
| 12. | 1. April 2002     | León          | Hartplatz | Ota Fukárek      | Yves Allegro Alexander Waske         | 7:66, 6:3      |
| 13. | 8. Juli 2002      | Granby        | Hartplatz | Michael Joyce    | Thomas Dupré Simon Larose            | 6:0, 6:3       |
| 14. | 11. August 2003   | Graz          | Hartplatz | Ota Fukárek      | Karsten Braasch Johan Landsberg      | 6:3, 6:2       |

#### Finalteilnahmen
| Nr. | Datum            | Turnier  | Belag     | Partner     | Finalgegner                    | Ergebnis |
| --- | ---------------- | -------- | --------- | ----------- | ------------------------------ | -------- |
| 1.  | 16. Oktober 1996 | Tel Aviv | Hartplatz | Eyal Erlich | Marcos Ondruska Grant Stafford | 3:6, 2:6 |